# Acacia dealbata
Acacia dealbata Link, 1822 è una pianta appartenente alla famiglia delle Fabaceae, conosciuta con il nome comune di mimosa.
A proposito del nome comune, occorre prestare attenzione: nel linguaggio scientifico, il termine di "mimosa" non si riferisce alla specie conosciuta come "mimosa" nel linguaggio quotidiano, ossia l'Acacia dealbata; il termine scientifico indica invece il genere Mimosa, che comprende specie diverse, tra cui la sensitiva.
È una tipica pianta pioniera, molto utilizzata come pianta ornamentale grazie alla sua profumata fioritura con fiori gialli molto delicati.
Dal 1946, in Italia, il ramo fiorito di mimosa è associato al giorno dell'8 marzo, Giornata internazionale della donna.

## Descrizione

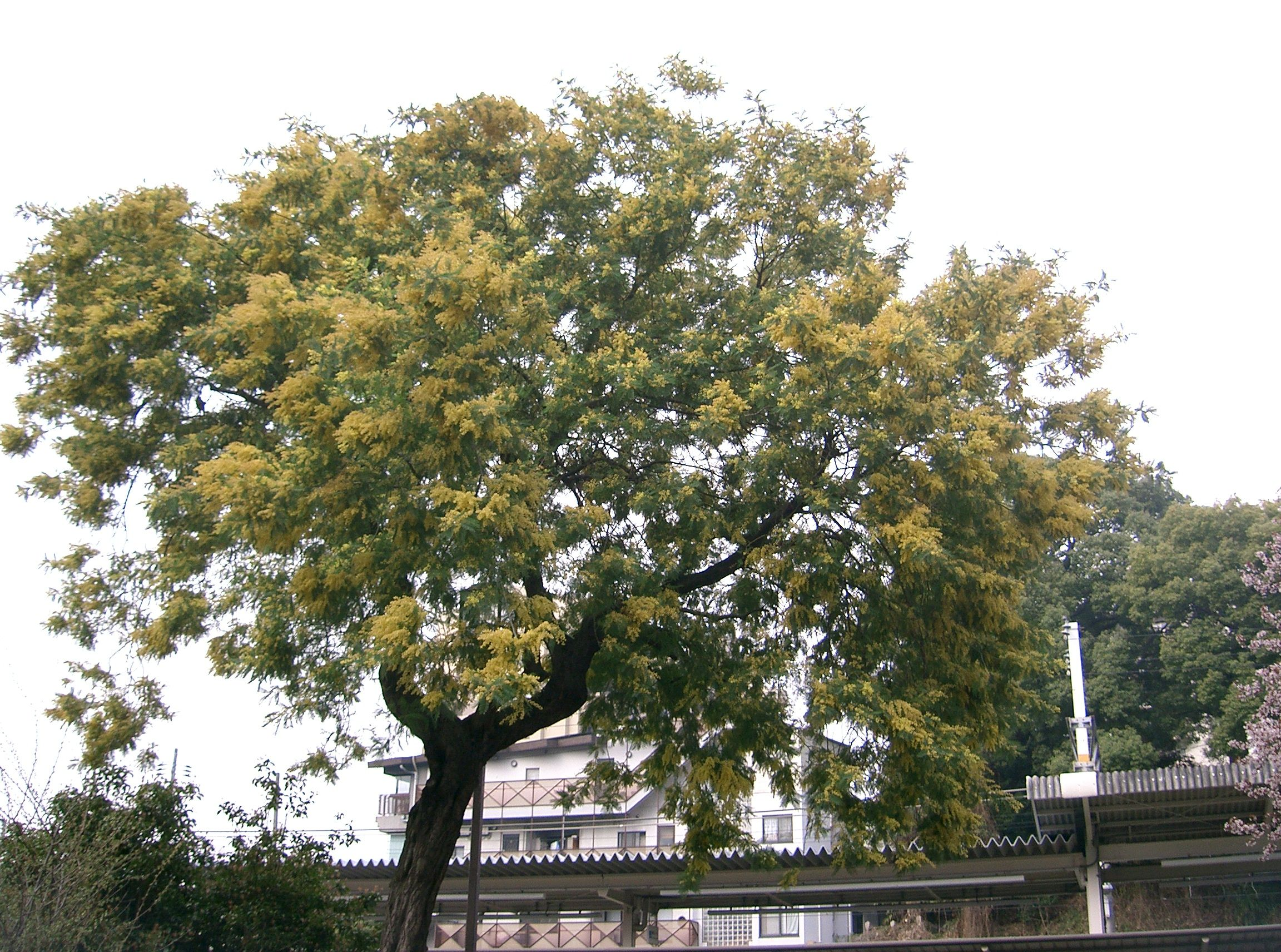
Una pianta di Acacia dealbata in fiore

### Portamento
Alto da 8 a 15 metri con una chioma ampia, scomposta e non folta.

### Corteccia
La corteccia è liscia e grigio-biancastra e viene utilizzata per estrarre il tannino.

### Foglie
Le foglie sono sempreverdi, di colore verde argenteo, lineari, con margine intero, parallelinervie, disposte in 8-20 paia di pinnule perpendicolari al rametto e composte a loro volta da circa 20-30 paia di foglioline perpendicolari alla nervatura principale.

### Fiori
I fiori sono riuniti in capolini globosi sferici di colore giallo intenso (giallo limone) e profumati; raccolti in racemi da 7 a 10 cm che si sviluppano all'ascella delle foglie.
La pianta fiorisce tra febbraio e marzo.
La pianta è visitata dalle api per il polline ed il nettare.

### Frutto
Il frutto è un legume lungo da 4 a 10 cm che quando è maturo assume una colorazione nerastra.

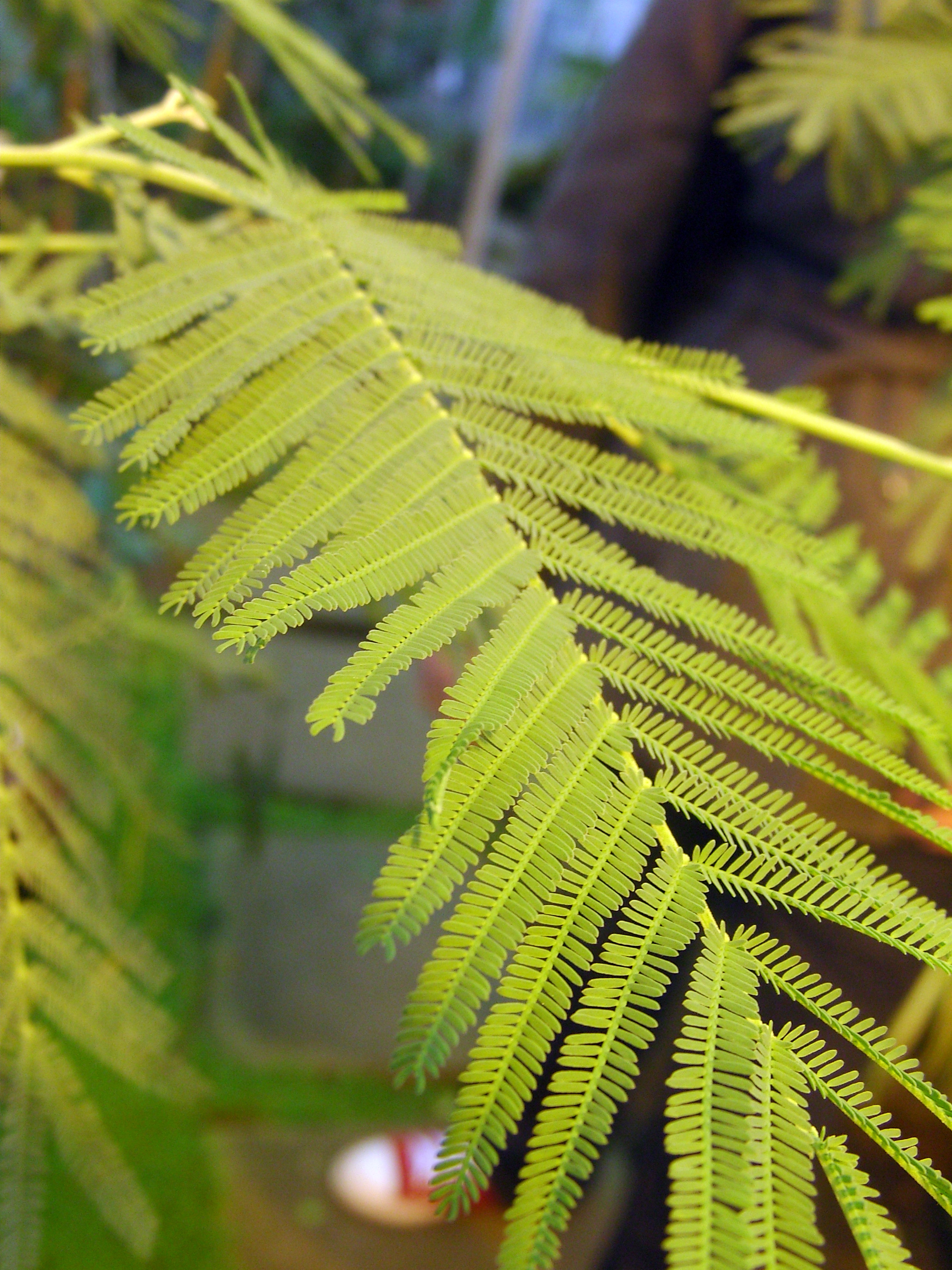
Foglie
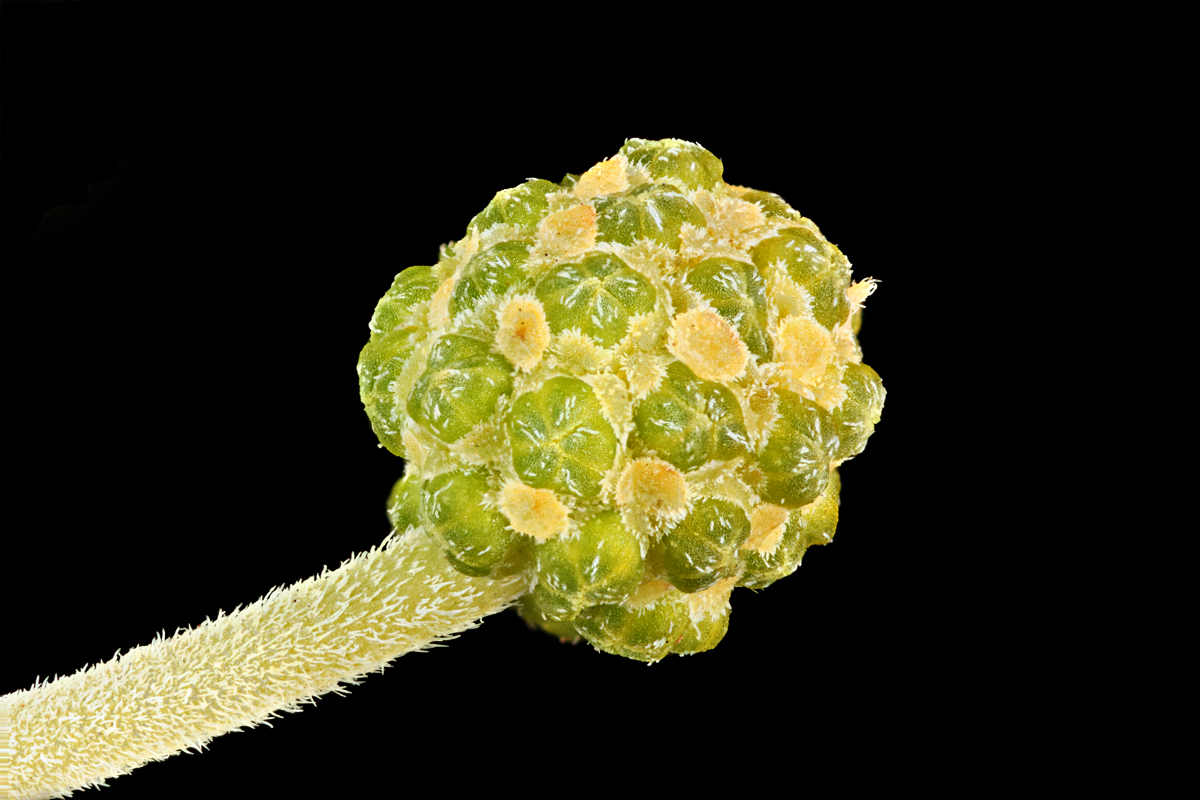
Gemma
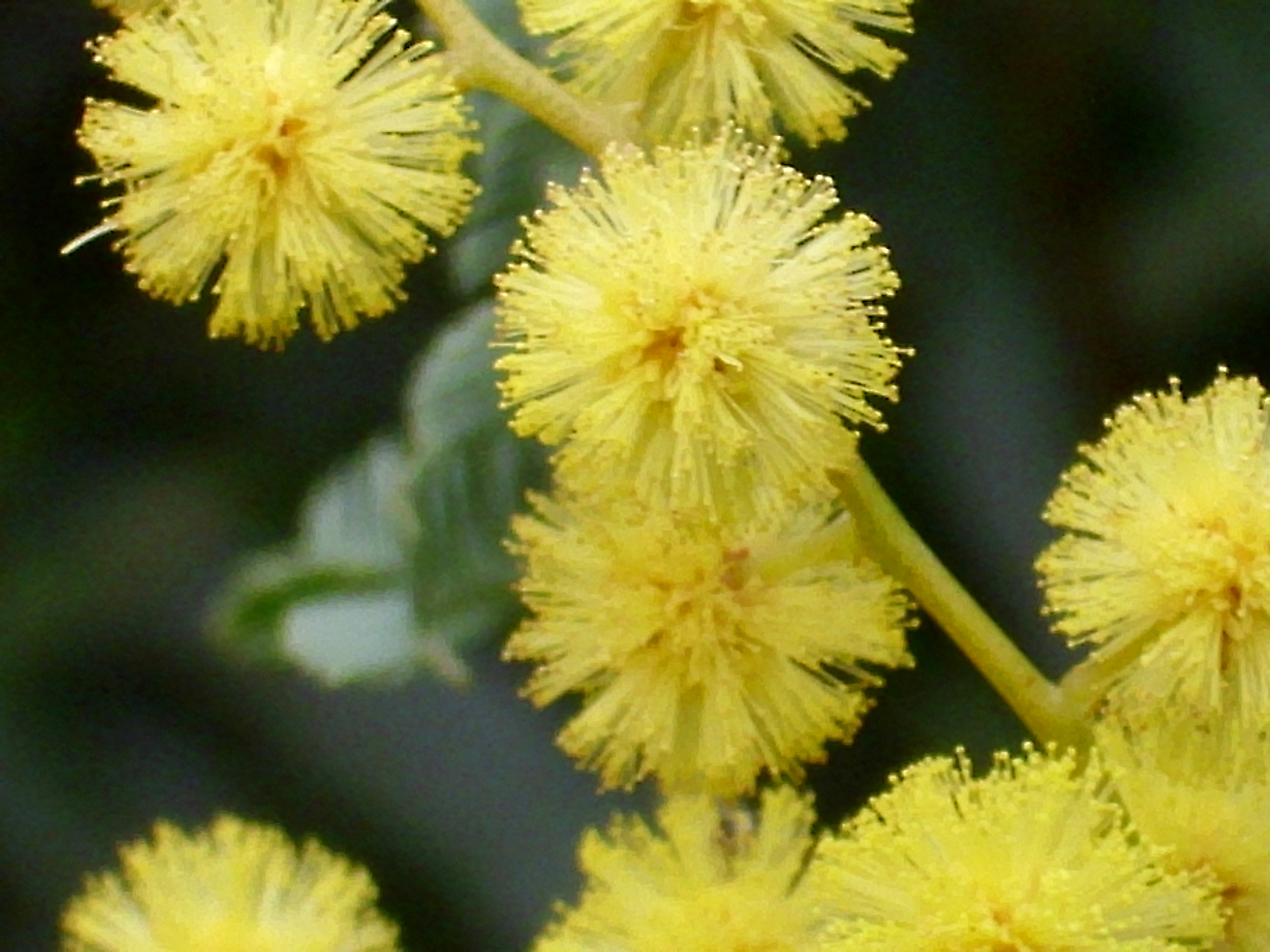
Fiori
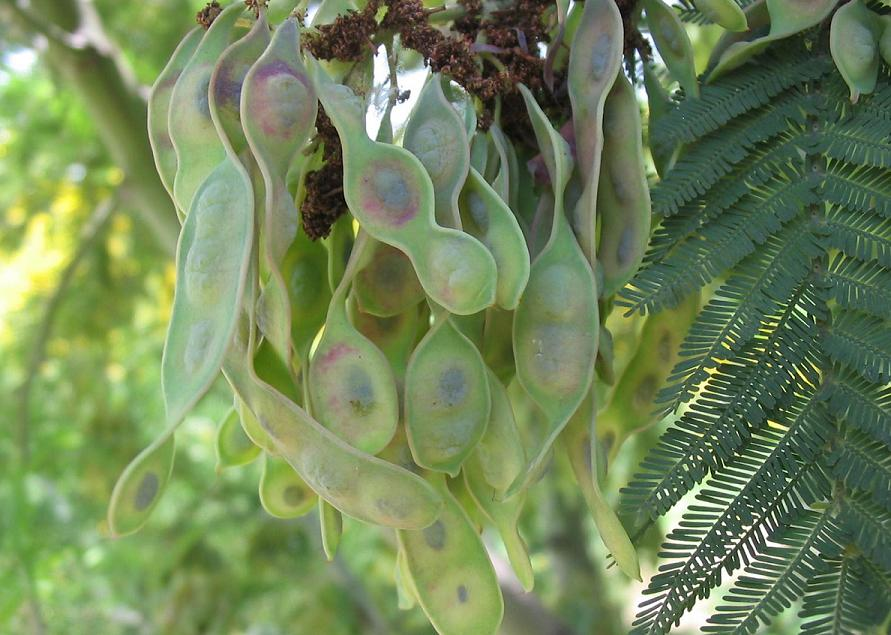
Frutti
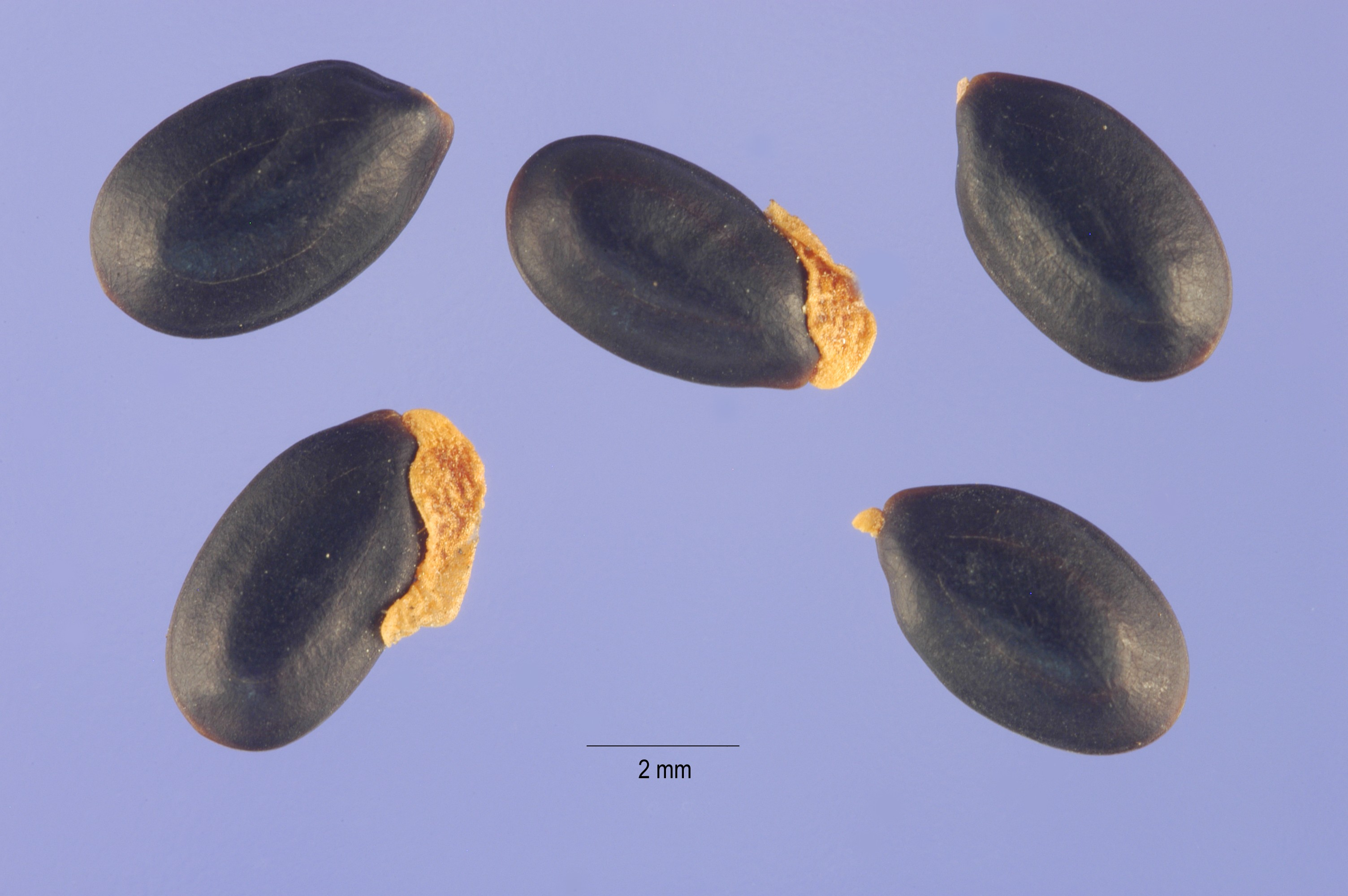
Semi
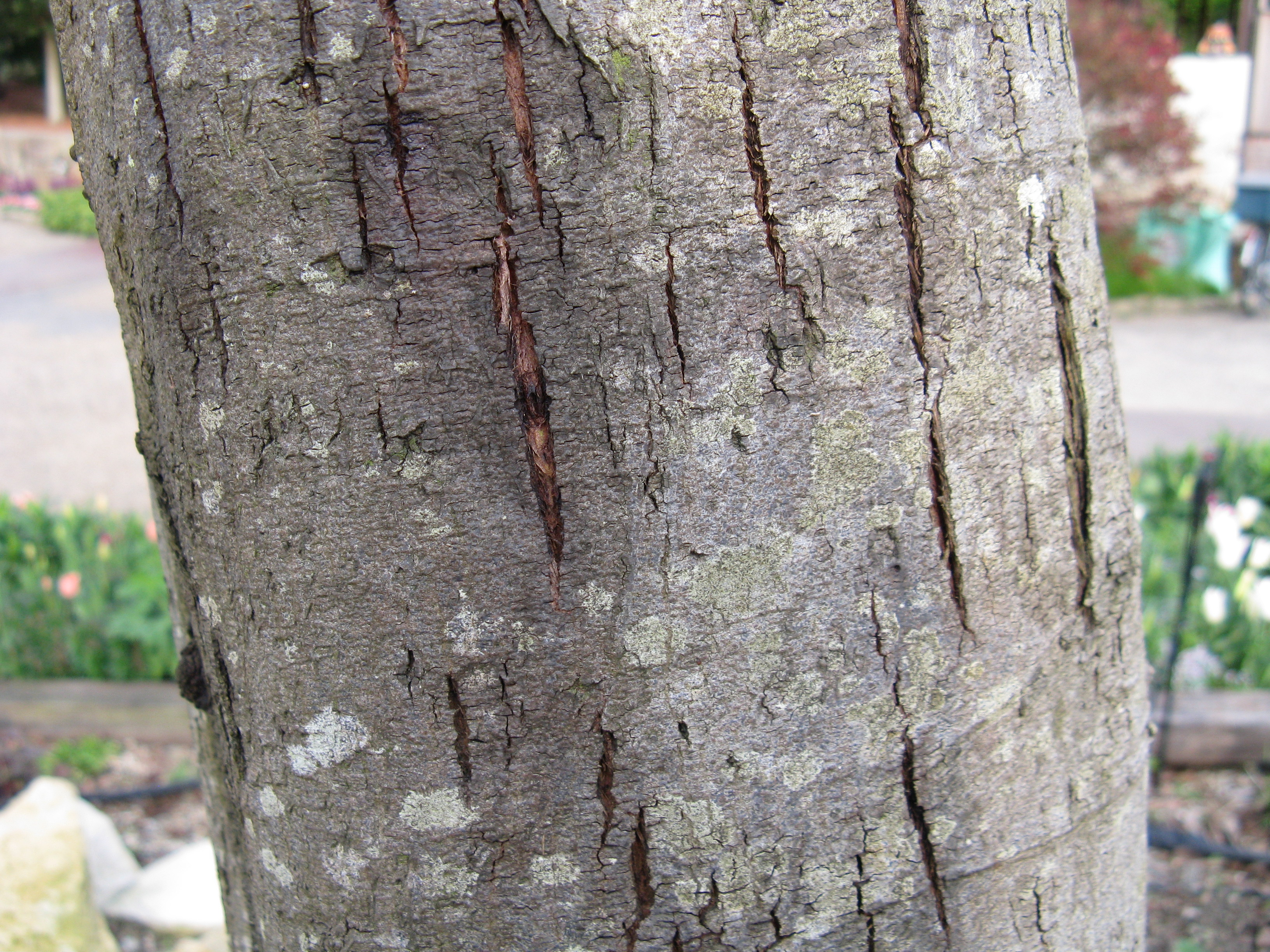
Corteccia

## Distribuzione e habitat
È una pianta originaria dell'Australia sud-orientale. Per le sue caratteristiche come pianta ornamentale ha avuto un facile sviluppo in Europa dal XIX secolo dove a tutt'oggi prospera quasi spontanea. In Italia è molto sviluppata lungo la Riviera ligure, in Toscana, in Sicilia, e in tutto il meridione, ma anche sulle coste dei laghi del nord. È una pianta molto delicata che preferisce terreni freschi, ben drenati, tendenzialmente acidi soprattutto per una buona fioritura. Cresce preferibilmente in aree con clima temperato, teme inverni molto rigidi per lungo tempo sotto lo zero che possono portarla alla morte.

## Propagazione
Acacia dealbata è propagata per seme con facilità, mentre la talea è pratica poco usata a causa della bassa radicazione delle marze. Diffuso è anche l'innesto che sfrutta semenzali della congenere Acacia retinoides.

## Riferimenti nella cultura

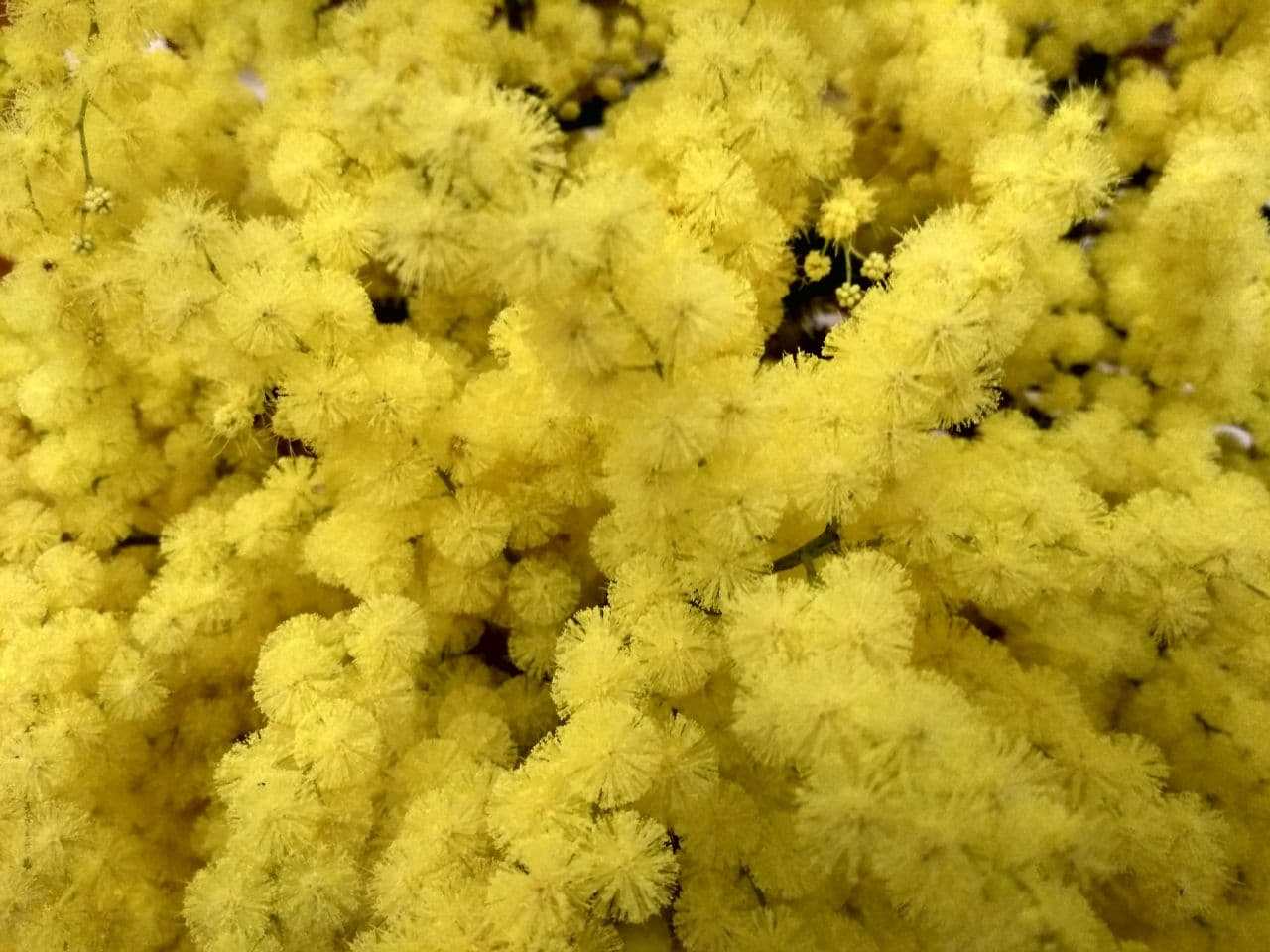
Mimosa in fiore

Dal 1946, per iniziativa della parlamentare comunista Teresa Mattei, in Italia il ramo fiorito di mimosa viene offerto alle donne il giorno dell'8 marzo per la Giornata internazionale della donna.
Il nome di mimosa è usato anche per l'omonima torta che si usa preparare nella stessa data.